# Início da carreira política de Dilma Rousseff
Este artigo aborda a carreira política de Dilma Rousseff desde quando assumiu a Secretaria Municipal da Fazenda de Porto Alegre, seu primeiro cargo executivo, em 1º de janeiro de 1986 até 31 de março de 2010, quando deixou o cargo de Ministra-chefe da Casa Civil para se candidatar à Presidência da República pelo PT. A candidatura de Dilma foi oficialmente lançada pelo partido em 13 de junho do mesmo ano, tendo sido eleita e assumindo o cargo em 1º de janeiro de 2011.

## Primeiros anos
Dilma Rousseff inicia seu envolvimento na vida política, em 1964, no movimento estudantil no Colégio Estadual Central (atual Escola Estadual Governador Milton Campos em Belo Horizonte por conta do recente golpe militar. Ainda em 1964, ingressou na POLOP, uma organização oriunda do Partido Socialista Brasileiro.. Dilma fez opção pela luta armada ingressando no Comando de Libertação Nacional (COLINA).. Em 1969, Dilma teria defendido trabalho político pelas bases, criticando a visão militarista característica da Vanguarda Armada Revolucionária Palmares (VAR-Palmares), entretanto, Dilma foi enviada a São Paulo, no final de 1969, onde esteve encarregada de manter em segurança as armas de seu grupo.
Em 16 de janeiro de 1970, Dilma foi capturada  e saiu do presídio no fim de 1972. 
Em 1976, Dilma trabalhou na campanha a vereador de Glênio Peres, pelo Movimento Democrático Brasileiro (MDB).
Com o fim do bipartidarismo, participou junto com Carlos Araújo dos esforços de Leonel Brizola para a recriação do Partido Trabalhista Brasileiro (PTB). Após a perda da sigla para o grupo de Ivete Vargas, participou da fundação do Partido Democrático Trabalhista (PDT). Araújo foi eleito deputado estadual em 1982, 1986 e 1990. Foi, também, por duas vezes, candidato a prefeito de Porto Alegre, perdendo para  Olívio Dutra, em 1988, e Tarso Genro, em 1992. Dilma conseguiu seu segundo emprego na primeira metade dos anos 1980 como assessora da bancada do PDT na Assembleia Legislativa do Rio Grande do Sul.

## Secretaria Municipal da Fazenda
Araújo e Dilma dedicaram-se com afinco na campanha de Alceu Collares à prefeitura de Porto Alegre, em 1985, sendo que em sua casa foi preparada grande parte da campanha e do programa de governo. Eleito prefeito, Collares a nomeou titular da Secretaria Municipal da Fazenda, seu primeiro cargo executivo. Collares reconhece a influência de Araújo na indicação, mas ressalta que, para isso, certamente também contribuiu a competência de Dilma.
Na campanha do pedetista Aldo Pinto para o governo do estado em 1986, Dilma participou da assessoria. O candidato a vice na chapa era Nelson Marchezan, um dos mais destacados civis apoiadores da ditadura militar. Mesmo que tenham sido amplamente derrotados pelo candidato do PMDB, Pedro Simon, vinte anos depois, Dilma ainda assim justifica a polêmica aliança: "Marchezan foi líder da ditadura, mas nunca foi um 'enragé'. A ala Marchezan era a ala da pequena propriedade radicalizada. E ele era um cara ético".
Dilma permaneceu à frente da Secretaria Municipal da Fazenda de 1° de janeiro de 1986 até 24 de setembro de 1988, quando se afastou para se dedicar à campanha de Araújo à prefeitura de Porto Alegre. Foi substituída por Políbio Braga, que conta que Dilma tentara convencê-lo a não assumir o cargo, aconselhando-o, então: "Não assume não, que isso pode manchar a tua biografia. Eu não consigo controlar esses loucos e estou saindo antes que manche a minha." Enquanto Collares lembra da gestão de Dilma como exemplo de competência e transparência, Políbio Braga discorda, lembrando que "ela não deixou sequer um relatório, e a secretaria era um caos".
A derrota de Araújo na candidatura a prefeito alijou o PDT dos cargos executivos. Em 1989, contudo, Dilma foi nomeada diretora-geral da Câmara Municipal de Porto Alegre, mas acabou sendo demitida do cargo pelo presidente da casa, vereador Valdir Fraga, porque chegava tarde ao trabalho. Conforme Fraga, "eu a exonerei porque houve um problema com o relógio de ponto".

## Secretaria Estadual de Energia, Minas e Comunicações
Em 1990, Alceu Collares foi eleito governador, indicando Dilma para presidente da Fundação de Economia e Estatística (FEE), na qual ela estagiara na década de 1970. Permaneceu ali até fim de 1993, quando foi nomeada Secretária de Energia, Minas e Comunicações, sustentada pela influência de Carlos Araújo e seu grupo político. Permaneceu no cargo até final de 1994, época em que seu relacionamento com Araújo chegou ao fim, abalado pela descoberta da gravidez da mãe de Rodrigo, nascido em 1995. Depois reconciliaram-se e permaneceram juntos até 2000, quando Dilma foi morar só em um apartamento alugado.
Em 1995, terminado o mandato de Alceu Collares, Dilma afastou-se dos cargos políticos e retornou à FEE, passando a ser editora da revista Indicadores Econômicos. Foi nesse intervalo que ela se matriculou oficialmente no curso de doutorado da Unicamp, em 1998. Em 1998, o petista Olívio Dutra ganhou as eleições para o governo gaúcho com o apoio do PDT no segundo turno, e Dilma retornou à Secretaria de Minas e Energia. Conforme Olívio, "Eu já a conhecia e respeitava. E a nomeei também porque ela estava numa posição mais à esquerda no PDT, menos populista".
O PDT ganhara alguns cargos no primeiro escalão, mas Leonel Brizola entendia que seu partido tinha pouco espaço no governo, administrando  parcela ínfima do orçamento. Por não conseguirem mais espaço, os pedetistas foram pressionados a entregar seus cargos. A composição da chapa para a prefeitura de Porto Alegre nas eleições de 2000 acentuou a briga entre os dois partidos, pois o PDT indicava Alceu Collares e o PT, Tarso Genro. Dilma defendeu a manutenção da aliança que elegera Olívio Dutra e apoiou a candidatura de Tarso Genro, por não aceitar "alianças neoliberais e de direita", mesmo já tendo defendido a aliança com Marchezan, da ditadura militar, na eleição de 1986. Genro venceu Collares no segundo turno e Dilma filiou-se ao PT. Brizola acusou de traidores os egressos: "Venderam-se por um prato de lentilhas".
Na sua gestão na Secretaria de Minas e Energia do governo Dutra, a capacidade de atendimento do setor elétrico subiu 46%, com um programa emergencial de obras que reuniu estatais e empresas privadas. Em janeiro de 1999, Dilma viaja a Brasília e alerta as autoridades do setor elétrico de que, sem investimentos em geração e transmissão de energia, os cortes que o Rio Grande do Sul enfrentara no início de sua gestão ocorreriam no resto do país. Na crise do apagão elétrico no final do governo Fernando Henrique Cardoso, os três estados da Região Sul não foram atingidos, não sendo imposto qualquer racionamento, pois não houve estiagem na região. Ainda assim, houve economia voluntária de energia e Dilma tentou obter compensação, como se concedia nas demais regiões. O governo federal não cedeu e Dilma conseguiu contemporizar junto à iniciativa privada gaúcha. Conforme Pedro Parente, chefe da Casa Civil no governo FHC, "Ela era pragmática, objetiva e demonstrou que tinha um diálogo fluido com o setor empresarial".

## Ministério de Minas e Energia

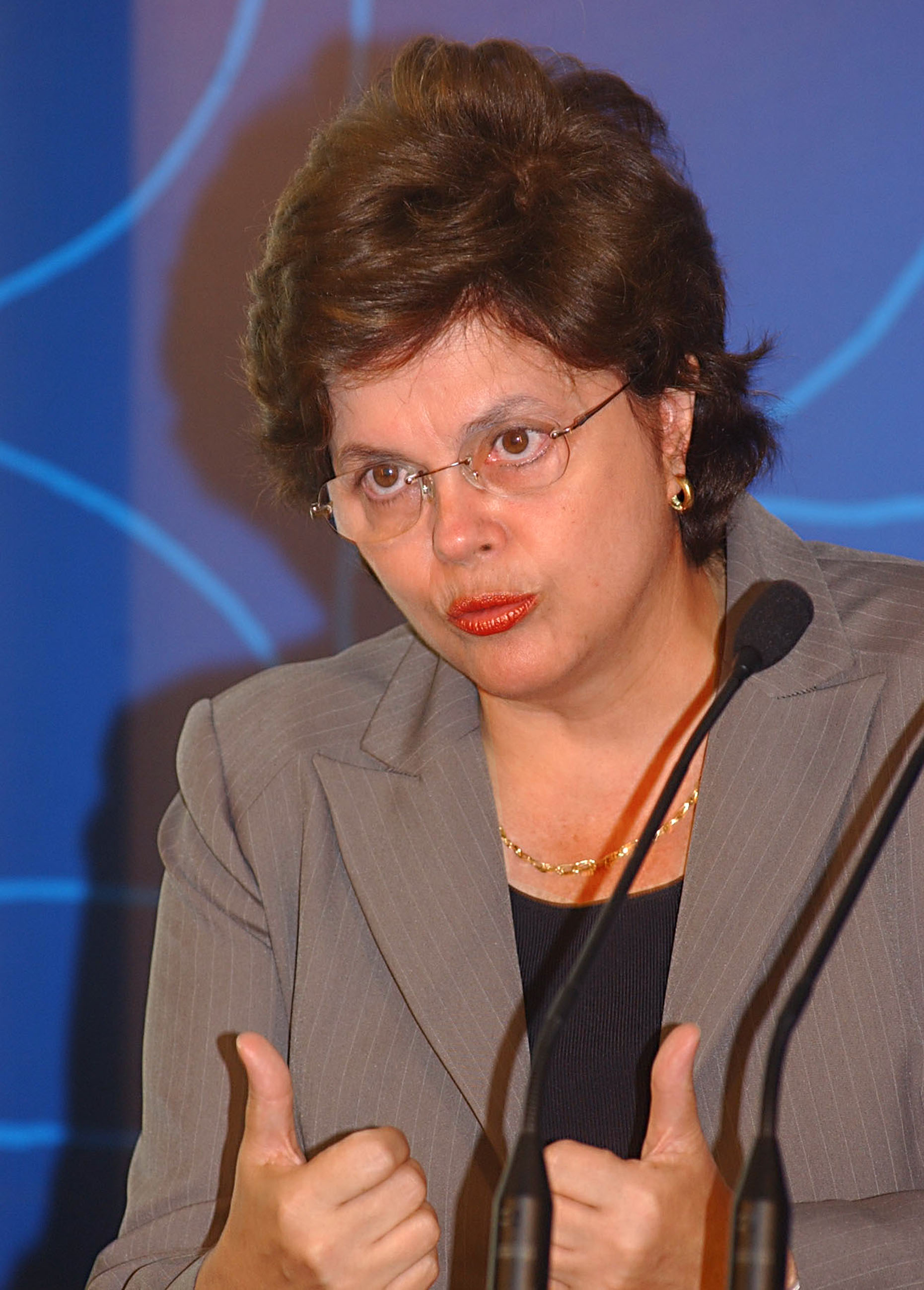
Dilma Rousseff concede entrevista coletiva no Palácio do Planalto, 2006.

Os assuntos relacionados à área de minas e energia na plataforma do candidato Lula eram discutidos em reuniões coordenadas pelo físico e engenheiro nuclear Luiz Pinguelli Rosa. Este, como Ildo Sauer, outro destaque do grupo, era totalmente contrário às privatizações no setor, que, em sua visão, eram as responsáveis pelos problemas energéticos que o país passava. Convidada por Pinguelli a participar do grupo em junho de 2001, Dilma chegou tímida para integrar uma equipe com vários professores, mas logo se sobressaiu com sua objetividade e bom conhecimento do setor. Para todos no grupo, contudo, era evidente que Pinguelli seria o ministro de Minas e Energia, caso Lula vencesse a eleição em 2002.
Foi grande a surpresa quando Lula, eleito, escolheu Dilma para titular da pasta. Declarou: "Já próximo de 2002, aparece por lá uma companheira com um computadorzinho na mão. Começamos a discutir e percebi que ela tinha um diferencial dos demais que estavam ali porque ela vinha com a praticidade do exercício da Secretaria de Minas e Energia do Rio Grande do Sul. Aí eu fiquei pensando: acho que já encontrei a minha ministra aqui." Teria pesado muito a simpatia que Antonio Palocci nutria por Dilma, reconhecendo que teria trânsito muito mais fácil junto ao setor privado do que Pinguelli, além de ter apoiado a Carta aos Brasileiros, concordando com as mudanças no partido. Olívio Dutra diz que também foi consultado e elogiou os méritos técnicos de sua secretária de Minas e Energia. "Posso ter pesado um pouco na balança naquele momento, mas, da transição para frente, o mérito é todo da Dilma." Já ministra, aproximou-se muito de José Dirceu, então chefe da Casa Civil.
Sua gestão no ministério foi marcada pelo respeito aos contratos da gestão anterior, como pelos esforços em evitar novo apagão e pela implantação de um modelo elétrico menos concentrado nas mãos do Estado, diferentemente do que queriam Luiz Pinguelli Rosa e Ildo Sauer. Quanto ao mercado livre de energia, Dilma não só o manteve como o ampliou. José Luiz Alquéres, presidente da Light, elogia o modelo implantado por Dilma, que está ajudando o segmento, criticando apenas a demora, que na sua visão é culpa da máquina governamental. Convicta de que investimentos urgentes em geração de energia elétrica deveriam ser feitos para que o país não sofresse um apagão já em 2009, Dilma travou um sério embate com a ministra do Meio Ambiente, Marina Silva, que defendia o embargo a várias obras, preocupada com o desequilíbrio ecológico que poderiam causar. José Dirceu, então ministro-chefe da Casa Civil, teve que criar uma equipe de mediadores entre as ministras para tentar resolver as disputas.
Amigo de Lula, Pinguelli foi nomeado presidente da Eletrobras e protagonizou grandes divergências com a ministra, chegando a colocar o cargo à disposição. Ironizava as oscilações de humor de Dilma: "Essa moça formata o disquete a cada semana." Pinguelli por fim deixou o governo. Mauricio Tolmasquim, que na equipe de transição tinha uma visão do setor mais próxima a de Dilma, foi convidado por ela para ser o secretário-executivo do ministério. Declarou que à medida que foram se conhecendo melhor, Dilma passou a gritar de vez em quando com ele: "É o jeito dela. Não é pessoal. E em cinco minutos fica tudo bem." Ildo Sauer também desentendeu-se com a ministra, que rechaçara suas ideias sobre um modelo estatizante. Com efeito, ao assumir a direção de gás e energia da Petrobras, divergiu, assim como o presidente da empresa, Sergio Gabrielli, várias vezes da ministra, sendo necessário até mesmo a intervenção de Lula. Sauer deixou a empresa em 2007. Ainda sobre questões de energia, também teve desentendimentos com a ministra o ex-deputado federal Luciano Zica. Para ele, "a Dilma é a pessoa mais democrática do mundo, desde que se concorde 100% com ela".
Ao assumir o ministério, Dilma defendeu uma nova política industrial para o governo, fazendo com que as compras de plataformas pela Petrobras tivessem um conteúdo nacional mínimo, o que poderia gerar cerca de 30 mil novos empregos no país. Argumentou que não era possível que uma obra de 1 bilhão de reais não fosse feita no Brasil. As licitações para as plataformas P-51 e P-52 foram, assim, as primeiras no país a exigir um conteúdo nacional mínimo. Houve críticas à exigência, sob o fundamento de que isso aumentaria os custos da Petrobrás, mas Dilma defendeu a capacidade do país de produzir navios e plataformas, afirmando que a nacionalização, que variava entre 15 e 18%, subira a mais de 60%. Lula reconheceu que, visto apenas sob a óptica da empresa, o custo foi maior, entretanto não se deveria mirar apenas o custo imediato, mas também o fortalecimento da ciência e tecnologia nacionais. Assim, em 2008, a indústria naval passou a empregar 40 mil pessoas, marca extraordinariamente superior comparada às 500 pessoas empregadas em meados da década de 1990, fato que seria decorrente da exigência de nacionalização, e que levou a indústria naval à condição de sexta maior do mundo em 2009.

### Luz Para Todos
Dilma propôs acelerar as metas de universalização do acesso à energia elétrica, que tinha como prazo final 2015, de modo que mais 1,4 milhão de domicílios rurais viessem a ser iluminados até 2006. Argumentou que a universalização era uma meta de inclusão social, devendo fazer parte de programas como o Fome Zero, não sendo possível supor que seja um programa que dê retorno financeiro. No governo anterior, havia sido lançado o programa "Luz no Campo", com o objetivo de incentivar o agronegócio e prevendo o custeio pelo beneficiário, sendo que o programa governamental propunha-se a financiar o custo. A meta daquele programa anterior era atender um milhão de famílias, mas, até o início de 2003, pouco mais da metade haviam sido atendidas. Conforme Dilma, o programa anterior só obteve resultados nos estados onde os governos locais subsidiaram a população. Defendeu, então, um programa altamente subsidiado pelo governo, que não deveria apenas financiar, mas custear e suportar efetivamente tal universalização. O subsidio em questão deveria ser expressa e unicamente para o consumidor final, destinatário do programa, e não para as empresas.
O programa foi lançado em novembro de 2003, com o nome "Luz Para Todos", concentrado em beneficiar regiões de baixo índice de desenvolvimento humano e famílias com renda até três salários mínimos. A meta do programa era atender, até 2008, dois milhões de famílias. Em abril de 2008, o governo ampliou o programa para até 2010, de modo a beneficiar mais 1,17 milhão de famílias. Em outubro de 2008, Dilma reconheceu que o governo não conseguiria cumprir a meta em tempo, e ainda restariam 100 mil famílias para serem atendidas em 2009. A Região Nordeste concentrou 49% das ligações do programa, que representou, de janeiro de 2005 a maio de 2008, 37,8% de todas as novas ligações elétricas na região, fazendo com que o Nordeste pela primeira vez ultrapassasse a Região Sul no consumo de energia elétrica.

## Ministério da Casa Civil

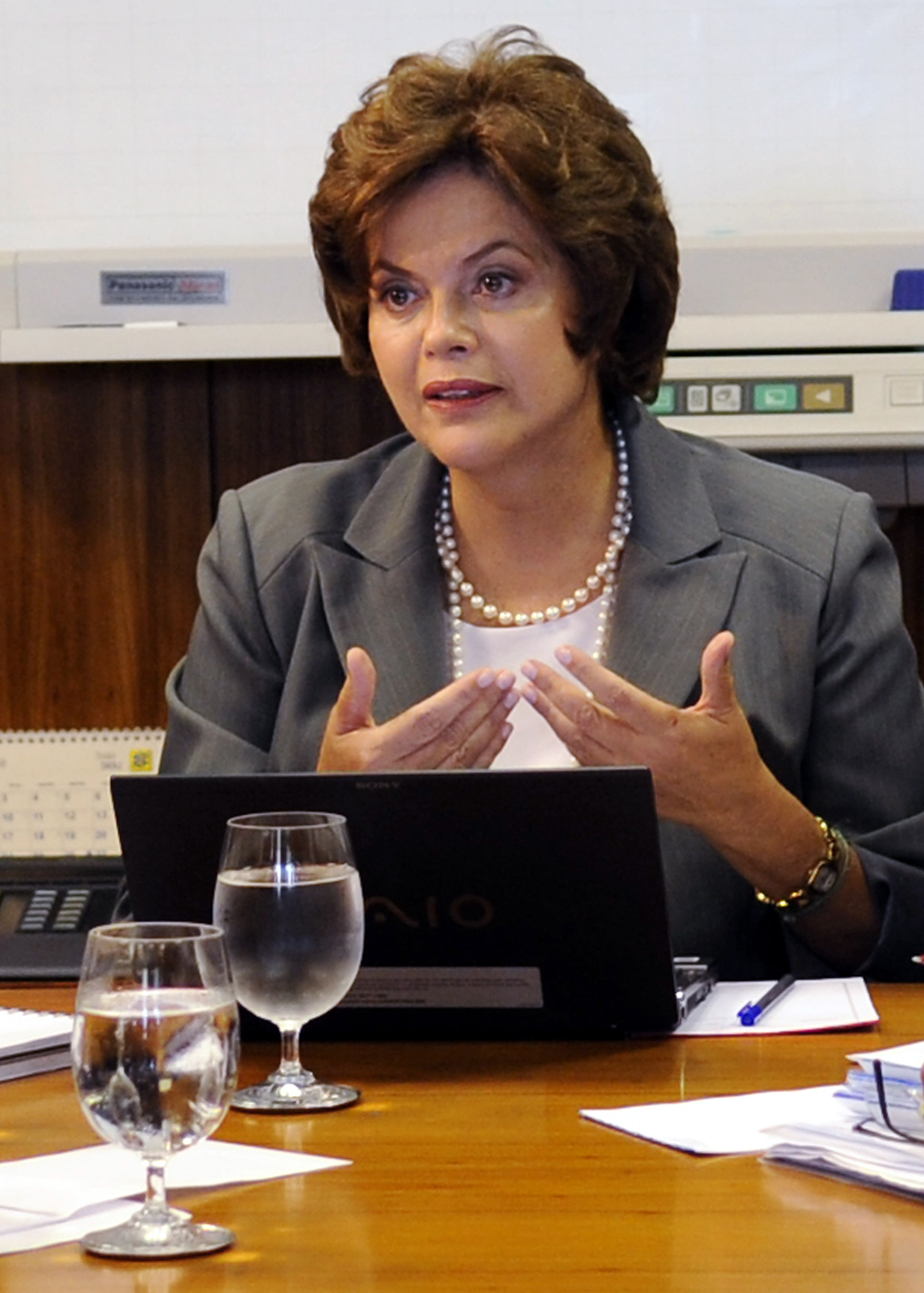
A ministra da Casa Civil, Dilma Rousseff, apresenta plano de habitação às centrais sindicais.

Como ministra de Minas e Energia, Dilma Rousseff tinha o apoio de dois dos principais ministros do governo Lula: Antonio Palocci e José Dirceu. Quando Dirceu saiu do ministério devido ao escândalo do mensalão, ao invés de ela ficar enfraquecida, novamente Lula surpreendeu escolhendo-a para a chefia da Casa Civil, cargo que exerceu de 21 de junho de 2005 a 31 de março de 2010. Gilberto Carvalho, secretário particular do presidente, diz que Dilma chamou a atenção de Lula pela coragem de encarar situações difíceis e pela capacidade técnica. Franklin Martins, ex-guerrilheiro a se tornar ministro, afirmou que Lula teria ficado muito impressionado com a gestão de Dilma nas Minas e Energia, evitando um outro apagão: "Lula percebeu que ela fazia as coisas andarem." E evitaria a disputa entre Palocci e Dirceu para sucedê-lo, já que Dilma não tinha essa ambição, era nova no partido e, por não pertencer a nenhuma ala, transitava por todas. Dilma revelou a Gilberto Carvalho que a indicação para a Casa Civil foi surpresa muito maior do que quando fora indicada para a pasta de Minas e Energia. O senador Pedro Simon (PMDB-RS), disse que, desde que Dilma assumiu o ministério, "a seriedade está se impondo" na Casa Civil.
O Consulado dos EUA em São Paulo encaminhou ao Departamento de Estado, logo após a posse de Dilma na Casa Civil, dossiê detalhado, traçando seu perfil, o passado de guerrilheira, gostos e hábitos pessoais e características profissionais, descrevendo-a como técnica prestigiada e detalhista, com fama de workaholic e com grande capacidade de ouvir, mas com falta de tato político, dirigindo-se às vezes, conforme relato de assessor graduado, diretamente aos técnicos, em lugar de aos seus superiores.

### Dossiê da Casa Civil

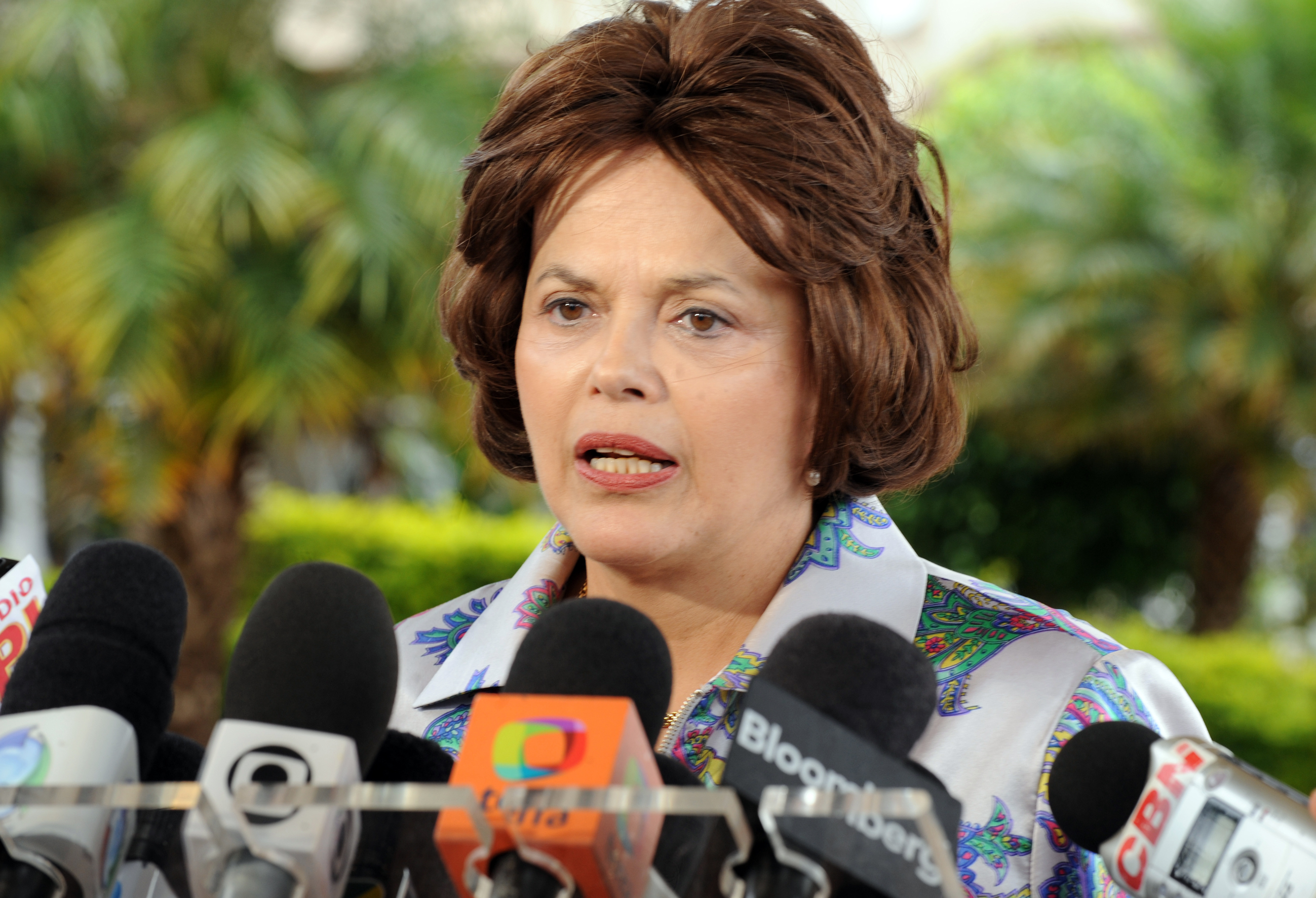
Dilma em entrevista em 2009, ainda como Ministra-Chefe da Casa Civil.

Em virtude do escândalo dos cartões corporativos, surgido em janeiro de 2008, atingindo o governo federal e causando a demissão da ministra de Políticas de Promoção da Igualdade Racial, Matilde Ribeiro, a oposição entrou com pedido para a instalação de uma Comissão Parlamentar de Inquérito para investigações mais aprofundadas.
Em 22 de março de 2008, uma reportagem da revista Veja afirmou que o Palácio do Planalto montara dossiê detalhando gastos da família Fernando Henrique Cardoso. A matéria diz que os documentos estariam sendo usados para intimidar a oposição na CPI dos Cartões Corporativos. A Casa Civil negou a existência de um tal dossiê, apresentando, no intervalo de quinze dias, três versões diferentes sobre o assunto, todas depois desmentidas pela imprensa. Em 28 de março, o jornal Folha de S.Paulo publicou uma reportagem afirmando que a secretária-executiva da Casa Civil, Erenice Alves Guerra, dera a ordem para a organização do dossiê. Em entrevista coletiva de 4 de abril, Dilma reconheceu a feitura do banco de dados, mas descartou qualquer conotação política pertinente. Disse que o vazamento de informações e papéis federais é crime e que uma comissão de inquérito interna iria apurar o fato. Em 7 de abril, a Polícia Federal (PF) decidiu investigar o caso.
Em 7 de maio, em audiência na Comissão de Infraestrutura do Senado Federal, respondeu questões relativas ao "dossiê".
| “ | Eu fui barbaramente torturada, senador. Qualquer pessoa que ousar falar a verdade para os torturadores, entrega seus iguais. Eu me orgulho muito de ter mentido na tortura, senador. | ” |

As investigações da PF concluíram que o responsável pelo vazamento foi o funcionário da Casa Civil José Aparecido Nunes, então subordinado de Erenice Guerra, então secretária-executiva de Dilma Rousseff e posteriormente sua sucessora na Casa Civil. Ele enviou passagens do dossiê para o assessor do senador Álvaro Dias, André Fernandes, confirmando que o dossiê existiu.

### Caso Varig

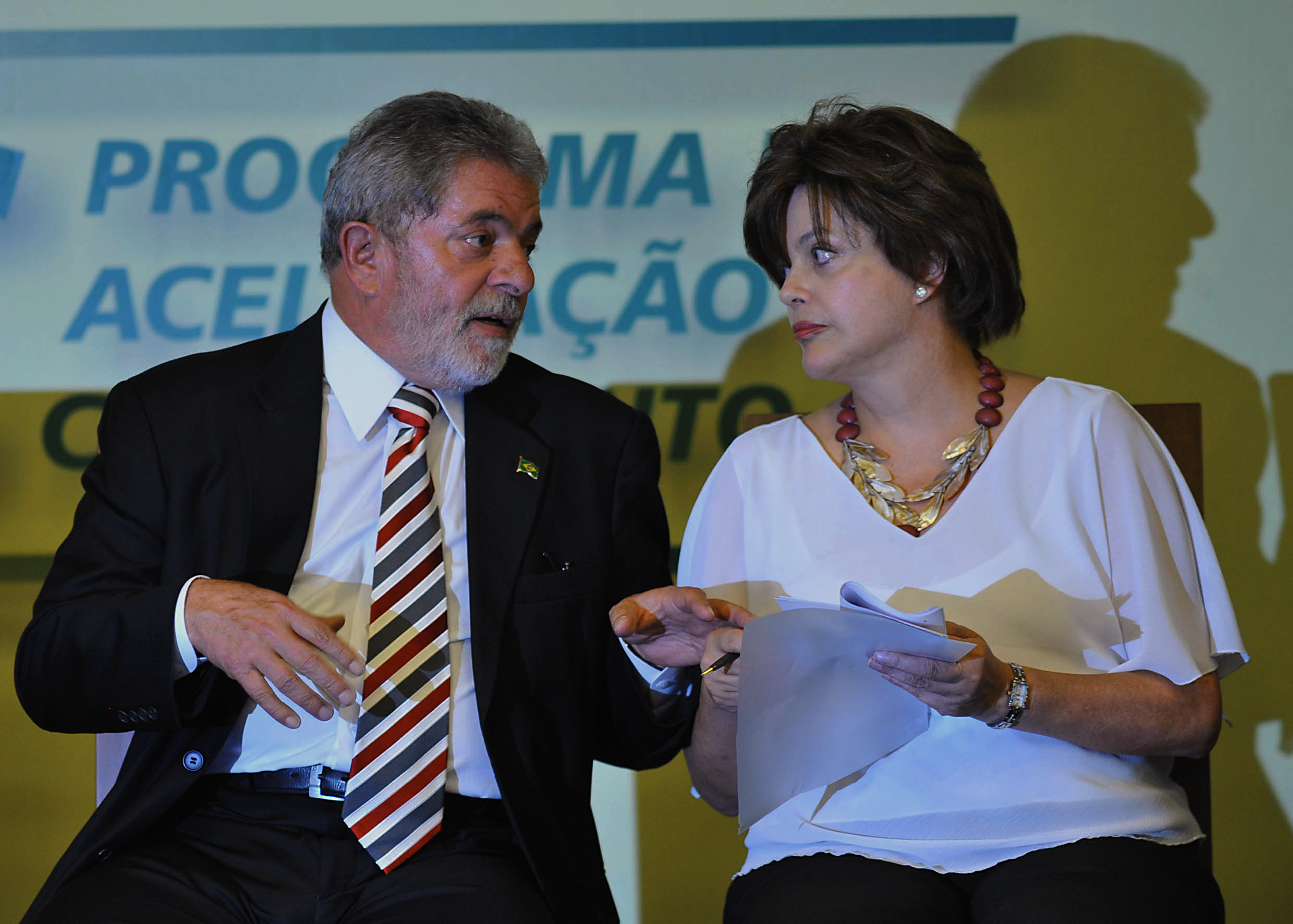
Dilma e Lula durante cerimônia de lançamento do PAC da Habitação.

Em junho de 2008, a ex-diretora da Anac (Agência Nacional de Aviação Civil) e atual pré-candidata à presidência, Denise Abreu, afirmou em entrevista ao jornal O Estado de S. Paulo, que a Casa Civil favoreceu a venda da VarigLog e da Varig ao fundo norte-americano Matlin Patterson e aos três sócios brasileiros.
Abreu, que deixou o cargo em agosto de 2007, sob acusações feitas durante a CPI do Apagão Aéreo, relatou que a ministra Dilma Rousseff e a secretária-executiva da Casa Civil, Erenice Guerra, a pressionaram a tomar decisões favoráveis à venda da VarigLog e da Varig. Segundo ela, Dilma a desestimulou a pedir documentos que comprovassem a capacidade financeira dos três sócios (Marco Antônio Audi, Luís Eduardo Gallo e Marcos Haftel) para comprar a empresa, já que a lei proíbe estrangeiros de possuir mais de 20% do capital das companhias aéreas.
Dilma negou as acusações e Denise Abreu não apresentou nenhum documento ou prova que sustentasse suas acusações.

### Programa de Aceleração do Crescimento
Dilma Rousseff é considerada pelo governo a gerente do Programa de Aceleração de Crescimento (PAC). Lula também a chamou de "mãe" do PAC, designando-a responsável pelo programa em todo o país e informando que a população deve cobrar dela o andamento das obras
. Quanto ao ritmo das obras, Dilma alegou que o país não tem o elevado grau de eficiência da Suíça, mas tem conseguido acelerar os maiores projetos.